# Institut de physiologie de Liège
L'Institut de physiologie de Liège est un bâtiment de style néo-classique de l'université de Liège situé à l'angle de la place Delcour et de la rue de Pitteurs dans le quartier d'Outremeuse. Il fait partie d'un ensemble d'instituts appelé Instituts Trasenster inauguré dans les années 1880.

## Historique
Pour élaborer l'édifice l'architecte Lambert Noppius collabore avec le scientifique Léon Fredericq, les travaux avancent vite et est inauguré en 1888.
Lors de la Seconde Guerre mondiale en décembre 1944, une grande partie du bâtiment est détruit par des bombardements. Il sera reconstruit en 1945 en respectant le style néo-classique des plans initiaux.

## Affectation actuelle
Le bâtiment abrite notamment le Centre d'histoire des sciences et des techniques, le Centre d'enseignement et de recherche pour l'environnement et la santé (CERES) et le Service de technologie de l’éducation-Formations informatiques (STE-FI).